# Kvinnevad
Kvinnevad, förr skrivet Qvinnevad, är en by i Silvåkra socken i Lunds kommun, Skåne län. Namnet kommer från forndanska "kvighne" (=kviga i genitiv pluralis) och "vad" (=vadställe), det vill säga "kvigornas vadställe" (över Kävlingeån).
Kvinnevad var från 1911 till 1955 också en hållplats på järnvägslinjen Dalby-Harlösa-Bjärsjölagård. Hållplatsen användes i stor utsträckning av rekryter vid Revingehed.